# لقاح فابيوتيك كوفيد-19
لقاح فابيوتيك كوفيد-19 (بالإنجليزية: Vabiotech COVID-19 vaccine)‏؛ هو لقاح مرشح ضد مرض فيروس كورونا، تعمل شركة «فابيوتيك» الحكومية الفيتانمية على تطويره وإنتاجه بتقنية وحدات البروتين الفرعية، وهو مخصص للإعطاء عن طريق الحقن العضلي.

## الأبحاث السريرية
بدأ تطوير اللقاح في النصف الأوّل من عام 2020، وفي مايو من نفس العام أعلنت فيتنام عن اللقاح، إلّا إنها حددت نطاق تجربته على الحيوانات، إذ جُرّب أولًا على القئران، وبدت التجارب ناجحة، ثم في أكتوبر من نفس العام جُرّب على 12 قردًا معافى وغير مصاب بأي مرض من القرود المكاك الريسوسية، في حين كشفت بأن عملية تطويره قد تستغرق ما بين 12-18 شهرًا، تتخلها تجارب سريرية بشرية، قبل أن يؤذن باستخدامه بشريًّا.